# Société française des télégraphes sous-marins
La Société française des télégraphes sous-marins est une société française créée en 1888 pour assurer une liaison par câble entre les Antilles et le Venezuela puis entre la Nouvelle-Calédonie et l’Australie. Elle a fusionné en 1895 avec la Compagnie française du télégraphe de Paris à New-York.